# Piastów
Piastów este un oraș în Polonia.